# Extension (Geologie)
Extension bezeichnet tektonische Prozesse, die mit der Dehnung der Erdkruste oder Lithosphäre in Verbindung stehen. Dabei spricht man auch von Dehnungstektonik.
Durch Extension bzw. Dehnungstektonik entstandene geologische Strukturen werden als extensionale oder extensive Strukturen oder Dehnungsstrukturen bezeichnet.

## Zonen mit extensionaler Tektonik
Zonen mit extensionaler Tektonik kommen typischerweise an folgenden Stellen vor:

Horst-und-Graben-Strukturen, wie sie typischerweise durch großflächige Krustendehnung entstehen (die Richtung der Extension wird mit den roten Pfeilen angezeigt).

### Kontinentale Rifts
Rifts sind lineare Zonen mit lokaler Krustendehnung mit einer Breite von weniger als 100 km bis zu mehreren hundert Kilometern. Auf den beiden Seiten bilden sich entgegengesetzt einfallende Abschiebungen, was zu einer Absenkung des zentralen Krustenblocks führt.
Beispiele von aktiven kontinentalen Rifts sind der Baikal-Graben und der Ostafrikanische Graben.

### Divergente Plattengrenzen
Divergente Plattengrenzen sind Zonen, an denen benachbarte Platten durch aktive Dehnungstektonik getrennt werden. Es entsteht ein Mittelozeanischer Rücken, in dem durch die Dehnung Abschiebungen entstehen. Der durch die Plattenbewegung freiwerdende Platz wird durch Gesteinsschmelzen ausgefüllt, die aus Mantelgestein entstehen.

### Gravitatives Ausdünnen von verdickter Erdkruste
Zonen mit verdickter Kruste, wie jene, die durch Kontinent-Kontinent-Kollision entstanden sind, tendieren dazu seitlich zu spreizen; dieses Spreizen tritt auch schon während des Kollisionsprozesses auf. Nach dem Ende der Kollision unterläuft die verdickte Kruste einen postorogenen gravitativen Kollaps, dabei werden häufig sehr große Dehnungsstörungen gebildet.
Die großflächige devonische Dehnung z. B. folgte unmittelbar nach dem Ende der Kaledonische Orogenese, insbesondere in Ostgrönland und im westlichen Norwegen.

### Entlastungszonen an Blattverschiebungen

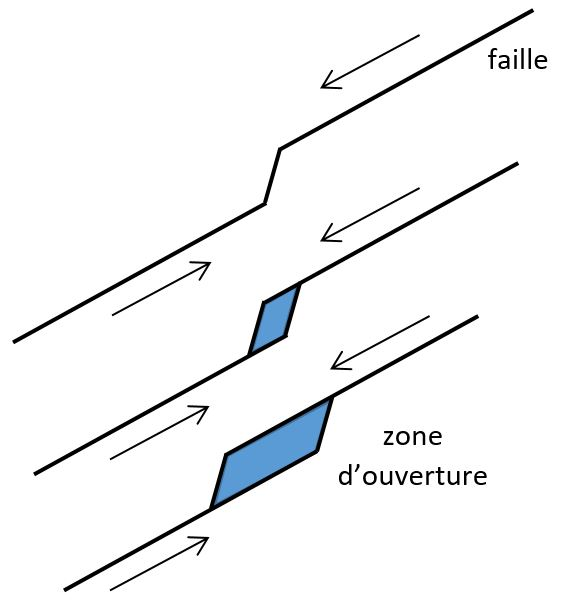
Pull-Apart-Becken

Im Idealfall gibt es bei Blattverschiebungen weder konvergente noch divergente Anteile, das heißt, die Bewegung der Platten findet nur parallel zur Störungszone statt. Sie kann jedoch zusätzlich zur störungsparallelen Bewegung der Platten eine einengende oder eine extensive Komponente enthalten. Im zweiten Fall entstehen Dehnungsstrukturen. Ein weiterer Fall, in dem Dehnungsbereiche entstehen, sind entlastende Krümmungen der Blattverschiebung, in denen sich Pull-Apart-Becken bilden.
Beispiele von aktiven Pull-Apart-Becken sind das Tote Meer, entstanden durch sinistralen Versatz des Totes Meer-Transform -Störungssystems, und das Marmarameer, entstanden durch dextralen Versatz der Nordanatolischen Verwerfung.

### Backarc-Becken
Backarc-Becken bilden sich bei der Subduktion einer ozeanischen Platte unter einer anderen ozeanischen Platte. Es entsteht eine Dehnungszone parallel zum und hinter dem Inselbogen.

### Passive Kontinentalgrenzen
Ein passiver Kontinentalrand, der sich über einer schwächeren Schicht, z. B. überkomprimierter Tonstein oder Steinsalz, gebildet hat, tendiert dazu sich unter seinem eigenen Gewicht seitlich auszudehnen. Der innere Teil des sedimentären Dreiecks wird von Spreizungsstörungen beeinflusst, was von Verkürzung am Außenrand ausbalanciert wird.